# Cratere Mazamba
Mazamba  è un cratere sulla superficie di Marte.